# Рудолф Кирхшлегер
Рудолф Кирхшлегер (Нидеркапел, 20. март 1915 — Беч, 30. март 2000) био је председник Аустрије од 1974. до 1986. године.

## Биографија

### Одрастање, образовање и период до Другог светског рата
Рођен је 1915. у месту Нидеркапел у Горњој Аустрији и са 11 година је постао сироче. Завршио је 1935. средњу школу у граду Хорн и потом је започео студије права на Бечком универзитету. Студије је напустио 1938. због Аншлуса зато што је одбио да приступи нацистичкој партији услед чега му је укинута стипендија.
Радио је од 1938. као службеник у банци пре регрутовања за пешадију Вермахта у лето 1939. Ратовао је у инвазији на Пољску, потом на Западном фронту и после 1941. против Русије на Источном фронту.
Током рата успео је да заврши студије права и чак да докторира. 1942. је послат натраг на Источни фронт где је и био рањен. Пред крај рата био је капетан и инструктор на војној академији у Винер Нојштату, да би у априлу 1945. командовао трупама кадета у борби са надирућом совјетском Црвеном армијом. Тада је и задобио тежу повреду ноге од које се никада није потпуно опоравио.

### После Другог светског рата
После рата Кирхшлегер је радио као окружни судија до 1954. године у Лангенлоису и Бечу. Од 1954. је радио у министарству спољних послова Аустрије, као правни стручњак на питањима аустријске неутралности. Од 1967-1970 био је амбасадор Аустрије у Прагу, а од 1970-1974 министар иностраних послова Аустрије.

### Председник Аустрије
Кирхшлегер је изабран први пут за председника Аустрије 1974. године, да би 1980. године био изабран други пут. На председничким изборима 1974. године као кандидат Социјалдемократске партије Аустрије (SPÖ) победио је са освојених 51.70% гласова противкандидата Алојза Лугера из Аустријске народне партије (ÖVP) који је освојио 48.30% гласова бирача. На председничким изборима 1980. године као заједнички кандидат SPÖ и ÖVP добио је 79.90% гласова бирача, победивши противкандидата Вилфрида Гредлера из Слободарске партије Аустрије (FPÖ) који је добио 17% гласова бирача.

### Брак, породица и смрт
Кирхшлегер је био венчан са Хермом Соргер (1916-2009) од 1940. до његове смрти 2000. године. Имали су двоје деце: Кристу (рођену 1944) и Валтера (рођен 1947).
Рудолф Кирхшлегер је преминуо у 85. години живота од срчаног удара 30. марта 2000. у околини Беча. Сахрањен је у председничкој крипти у Средишњем бечком гробљу.

## Признања и награде
- Велики крст Реда Заслуга Републике Италије (1971)[3]
- Велики крст Реда заслуга Републике Аустрије (1974)
- Витез Реда Златног Лава Дома Насауа (1975)[4]
- Витез Ленте Реда Изабеле Католичке, Шпанија (1978)[5]
- Витез Реда Слона, Данска (1979)
- Витез Ленте Реда Карлоса III, Шпанија (1979)[6]
- Велика Лента Реда Принца Хенрија, Португалија (1984)[7]
- Велики крст Реда Папе Пијуса IX, Ватикан (1990)
- Први ранг Реда Томаша Гарига Масарика, Чешка Република (1996)[8]
- Витез Великог крста са Лентом Реда Папе Пијуса IX, Ватикан (2000)[9]